# Hesperochernes inusitatus
Hesperochernes inusitatus är en spindeldjursart som beskrevs av Clarence Clayton Hoff 1946. Hesperochernes inusitatus ingår i släktet Hesperochernes och familjen blindklokrypare. Inga underarter finns listade i Catalogue of Life.